# 臺灣同化會
臺灣同化會是日本伯爵板垣退助抵達台灣與台灣士紳林獻堂、蔡培火、蔡惠如等人於1914年（大正3年）12月20日在台北創立，目的在消除日本人對台灣人的差別待遇。

## 历史

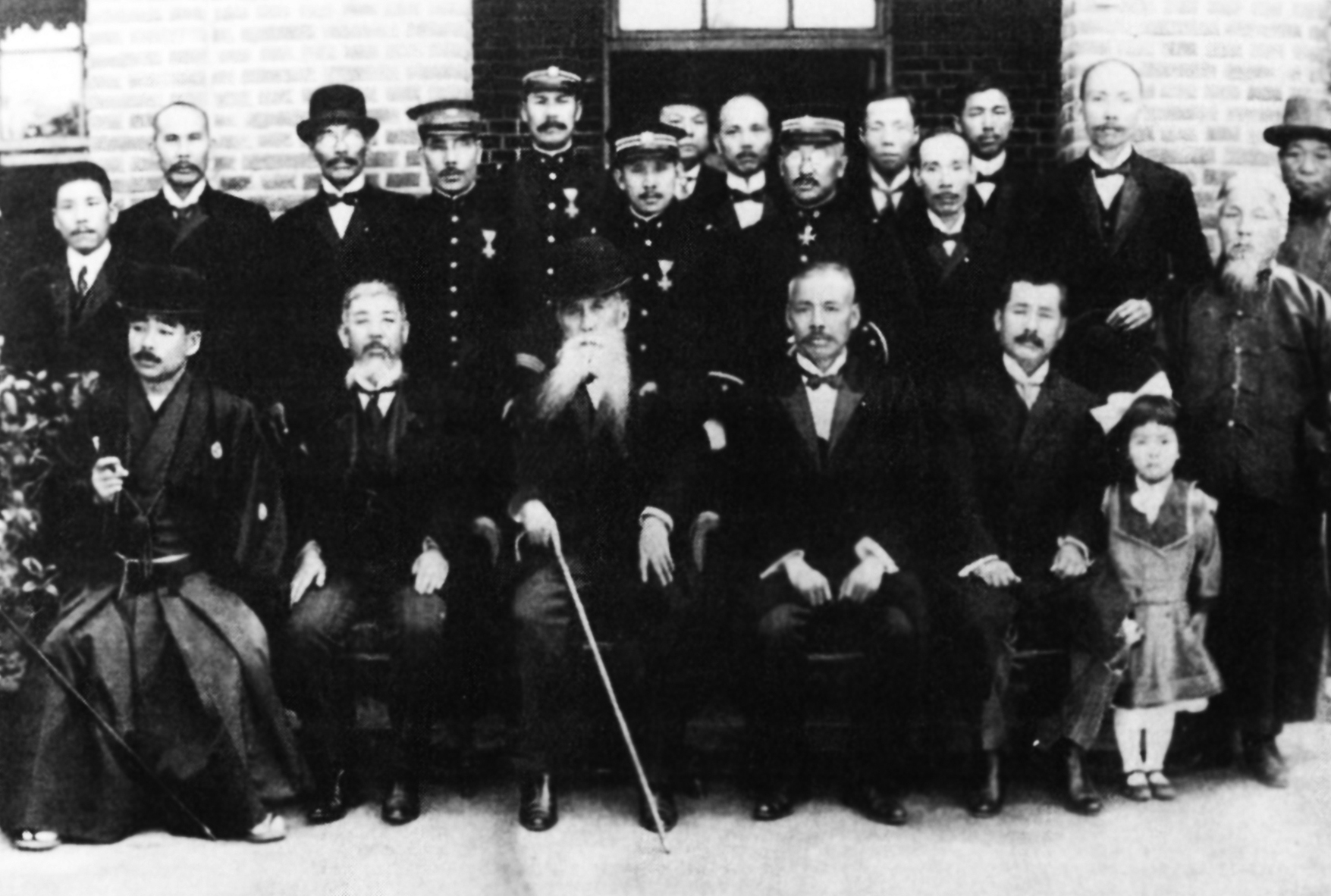
臺灣同化會創設 - 板垣退助（前列中央）、蔡培火（後列中央）、林獻堂（後列右2人目）、蔡惠如（林獻堂左横）於臺灣撮影

1914年12月20日，同化會在臺灣鐵道飯店舉行成立大會。其實在1914年3月19日，應林獻堂之邀赴台灣發表演講的板垣退助在歡迎會上即致答辭說：「余想，在亞洲，究竟不能以日本一國來擔負全盤之國防（此指區域安全）責任；是故陸上軍備可委託支那（中國），海面軍備可由日本來擔當，然後始能期其堅實。是以有和支那人締結親交之必要。而要開其端緒，（若）捨本島（台灣），實無他法可想。」之後，板垣南下考察，發表演講：「世界為人類之共有物。將人口由過多之地移向稀薄之地，此乃自然之法則。美國人之暴論，任誰亦不能與之相容。因此，日本人作為亞細亞的一份子，非與支那提攜共同抵禦白人不可。我臺灣最接近支那，適於與其親善融和。故在臺內地人實有尊重人種、充分保護本島人生命財產之必要。余此次之行，乃視察臺灣之治績，仔細調查土人與內地人之關係，以促成充分同化為目標。」
在日本民權運動領袖板垣退助的聲望和林獻堂的號召下，同化會人數達到3千多人，甚至連醫學院校學生在蔣渭水（當時就讀臺灣總督府醫學校）的號召下也傾校參加，並在日本、宜蘭、桃園、新竹、台中、嘉義、台南、高雄等地設有分會。但是同化會成立不到二個月，旋即遭臺灣總督府以「妨害治安」之名於大正4年(1915年)1月26日強制解散。同化會也是台灣日治時期台灣政治、社會與文化運動的第一次集結。

## 關連項目
- 日治台灣歷史年表